# Henri Fournis
Henri Fournis, né le 21 juillet 1912 à Guémené-Penfao et mort dans cette même ville le 22 septembre 1995, est un homme politique français.

## Biographie
Notaire de profession, il est élu maire de sa commune natale, Guémené-Penfao, en janvier 1945. Réélu premier édile à trois reprises, il devient conseiller général du canton de Guémené-Penfao en avril 1955, succédant au radical Cyprien Gourbil, qui ne se représentait pas.
En octobre 1959, il démissionne de son mandat de maire pour raisons de santé et est remplacé par son deuxième adjoint Étienne Faisfeu.
Continuant à siéger sur les bancs de l'assemblée départementale, il n'est pas candidat à un nouveau mandat en 1973. Quelques semaines plus tard, à la suite du décès du sénateur Maurice Sambron, dont il était suppléant, il fait son entrée à la chambre haute. Au Sénat, il s'inscrit au groupe des Républicains et indépendants et intègre la commission des lois. 
Candidat aux élections sénatoriales de 1974 en tant qu'indépendant, il arrive seulement en sixième position au premier tour et ne parvient pas à rattraper son retard au second.
Il meurt le 22 septembre 1995 à Guémené-Penfao.

## Détail des fonctions et des mandats
Mandat parlementaire
- 14 décembre 1973 - 1er octobre 1974 : sénateur de la Loire-Atlantique

Mandats locaux
- 21 janvier 1945 - 25 octobre 1959 : maire de Guémené-Penfao
- 17 avril 1955 - 23 septembre 1973 : conseiller général du canton de Guémené-Penfao

## Distinctions
- Chevalier du Mérite agricole